# Чорний квадрат (фільм)
«Чорний квадрат» — художній фільм 1992 року за романом Фрідріха Незнанського «Ярмарок у Сокольниках» (із серії про детектива Турецького).

## Сюжет
Фільм відкривається епіграфом — цитуванням пісні Володимира Висоцького «Охота на волков» та виконанням іншої його пісні французькою мовою — «La Fin Du Bal» у записі з диску La Corde Raide 1977 року.
Дія фільму відбувається у листопаді-грудні 1982 року, одразу після смерті Леоніда Брежнєва у Москві. Молодий слідчий, стажер Мосміськпрокуратури Олександр Турецький та його керівник Меркулов беруть участь у розслідуванні вбивства. У районі ВДНГ знайдено начальника главку Зовнішторгу Ракитіна, який повісився. Цього ж дня в номері готелю, заброньованого на ім'я Ракитіна, знайдено вбиту його коханку, балерину Большого театру — Валерія Купріянова. Невдовзі розкривається діяльність злочинної групи, котра займалася зокрема збутом коштовностей. Далі розслідування поступово виводить слідчу групу на верхівку влади. Цінності злочинці зберігали у будинках вищих партійних чиновників. Якби події сталися роком раніше — справу негайно зам'яли б. Але владу в країні де-факто бере до рук Юрій Андропов, який заради порядку не зупиниться ні перед ким, хоча фігурантом справи є сам Михайло Георгадзе — секретар Президії Верховної Ради СРСР. Прокуратура отримує ордер на обшук у його будинку, сам Георгадзе заарештований і невдовзі вмирає.
У Турецького та судмедексперта Рити Щасливої розпочинається таємний роман. Тим часом Турецький та Меркулов розуміють, що справою опікується держбезпека, а їх постійно ведуть та прослуховують агенти. Вони дізнаються, що Ракитіну стала відома секретна інформація про плани КДБ СРСР з дестабілізації усієї світової економіки. Він збирався передати її іноземному кореспондентові. За матеріалами полює генерал КДБ Касарін, який передавав на захід золото та коштовності для фінансування спецоперацій. Генерал готовий зупинити слідчих та вилучити компромат за будь-яку ціну. У поле зору також потрапляє і Турецький. Касарін спочатку намагається завербувати молодого слідчого, але йому це не вдається.
Генерал намагається усунути слідчих за допомогою кілерів. Від їхніх рук гине Рита, що випадково опинилася на лінії вогню, і поранений Меркулов. Потім Касарін особисто вирушає на перехоплення. У ході погоні та перестрілки Касарін гине. Турецький спалює небезпечні документи. Наприкінці Турецький відвідує в лікарні пораненого Меркулова та розповідає, що його залишають працювати у прокуратурі.

## У ролях
- Дмитро Харатьян — Олександр Борисович Турецький, слідчий-стажер прокуратури міста Москви
- Олена Яковлєва — Рита Щаслива, судово-медичний експерт
- Віталій Соломін — Костянтин Дмитрович Меркулов, слідчий прокуратури міста Москви
- Василь Лановий — Василь Васильович Касарін, генерал КДБ
- Тетяна Кравченко — Олександра Русанова, підполковник міліції, начальник відділу у МУРі
- Армен Джигарханян — Михайло Георгадзе, секретар Президії Верховної Ради СРСР
- Еммануїл Віторган — Козаков
- Алла Балтер — Ракитіна
- Володимир Талашко — Грязнов, оперативний працівник МУРу (озвучування — Володимир Герасимов)
- Тетяна Лютаєва — Алла Тер-Погосян (озвучування — Анна Каменкова-Павлова)
- Вадим Андрєєв — Красніковський
- Андрій Болтнєв — Пономарьов
- Михайло Глузський — Цапко, генерал ГРУ
- Дарія Мороз — Ліда Меркулова
- Ігор Ясулович — Ракитін
- Георгій Колчицький — генеральний секретар ЦК КПРС Юрій Володимирович Андропов
- Микола Засухін — Ємельянов
- Станіслав Житарьов — Мойсеєв[5]

## Знімальна група
- Режисер-постановник — Юрій Мороз
- Автор сценарію — Юрій Мороз
- Оператор-постановник — Борис Новосьолов
- Художник-постановник — Інеса Ратнікова
- Художник по костюмах — Марина Тихомирова
- Композитор — Юрій Потєєнко